# Louisiana (museum)
Louisiana Museum of Modern Art of kortweg Louisiana (Nederlands: Louisiana Museum voor Moderne Kunst) is het belangrijkste museum voor moderne kunst in Denemarken. Het is in 1958 geopend en bevindt zich direct aan de oevers van de Sont in Humlebæk tussen Kopenhagen en Helsingør. Met ongeveer 600.000 bezoekers per jaar behoort het tot de drukst bezochte Deense musea.

## Huisvesting
Louisiana is gehuisvest in een negentiende-eeuws landhuis, dat halverwege de twintigste eeuw geschikt werd gemaakt voor een museum door de architecten Jørgen Bo en Vilhelm Wohlert. De naam is bedacht door de eerste eigenaar, de koninklijke jachtopziener Alexander Brun. Hij vernoemde in 1855 het landhuis naar zijn achtereenvolgende echtgenotes, die alle drie de naam Louise droegen. Honderd jaar later besloot Knud W. Jensen, de oprichter en van 1958 tot 1991 de eerste directeur van het museum, die naam over te nemen.
In later tijd zijn er geleidelijk meer ruimten bij gebouwd, deels ook ondergronds. De bezoeker doorloopt verschillende niveaus en wordt steeds weer geconfronteerd met het wereldberoemde beeldenpark waarop het museum direct uitkijkt, en met het water van de Sont. De huisvesting heeft van meet af aan een belangrijke rol gespeeld in het concept van het museum en heeft bijgedragen tot de bekendheid ervan.

## Collectie
Het museum heeft een uitgebreide en veelzijdige collectie moderne kunst van 3000 objecten: schilderijen, beeldhouwwerken, installaties en video's van zowel Deense als buitenlandse kunstenaars, grotendeels van na 1945. Tot de specifieke aandachtsgebieden behoren het constructivisme, CoBrA, Europees nouveau réalisme, Amerikaanse popart, Duitse kunst uit de jaren 1980, 20e-eeuwse beeldhouwkunst en videokunst van na 1990. Naast de permanente expositie organiseert het museum jaarlijks zes tot acht wisseltentoonstellingen.
Louisiana bezit werk van onder anderen Doug Aitken, Georg Baselitz, Joseph Beuys, Geneviève Claisse, Olafur Eliasson, Lucio Fontana, Alberto Giacometti, Isa Genzken, Henry Heerup, David Hockney, Egill Jacobsen, Asger Jorn, Anselm Kiefer, Per Kirkeby, Yves Klein, Yayoi Kusama, Roy Lichtenstein, Jonathan Meese, Pablo Picasso, Sigmar Polke, Robert Rauschenberg, Bill Viola en Andy Warhol.
In het beeldenpark bevinden zich sculpturen van Jean Arp, Max Bill, Louise Bourgeois, Alexander Calder, Jean Dubuffet, Max Ernst, Robert Jacobsen, Henri Laurens, Joan Miró, Henry Moore en anderen. Ook is er land art van kunstenaars als Dani Karavan and George Trakas.

## Diversen
Naast moderne kunst bezit Louisiana sinds 2001 ook een collectie precolumbiaanse kunst met meer dan 400 objecten. Deze is geschonken door het Wessel-Bagge Fonds, genoemd naar de in 1990 overleden balletdanser, choreograaf en kunstverzamelaar Niels Wessel-Bagge die deze collectie heeft opgebouwd.
Sinds 1976 beschikt Louisiana over een auditorium waar regelmatig recitals en kamermuziekconcerten worden gegeven. Het in V-vorm opgestelde meubilair is ontworpen door Poul Kjærholm. Tot de regelmatig terugkerende uitvoerende kunstenaars behoren Grigori Sokolov, Arcadi Volodos, Emmanuel Pahud, Midori, Vilde Frang en Víkingur Ólafsson.
Museumdirecteur is sinds 2000 Poul Erik Tøjner.